# Landiras
Landiras ist eine französische Gemeinde mit 2.245 Einwohnern (Stand 1. Januar 2022) im Département Gironde in der Region Nouvelle-Aquitaine. Die Bewohner nennen sich Landiranais.
Die Gemeinde liegt im Haute Lande Girondine, einem Teil des größten westeuropäischen Heidegebietes Landes de Gascogne. 50 der knapp 60 Quadratkilometer des Gemeindegebietes sind bewaldet. Auf rund 300 Hektar wird Wein angebaut. Die Reben gehören zum Weinbaugebiet Graves in der Region Bordeaux.
Landiras liegt am Bach Arec, an der südlichen Gemeindegrenze verläuft der Tursan. Beide sind Zuflüsse zum Ciron. Im Nordwesten verläuft die Barboue zur Garonne.

## Bevölkerungsentwicklung
| Jahr      | 1962 | 1968 | 1975 | 1982 | 1990 | 1999 | 2007 | 2014 |
| --------- | ---- | ---- | ---- | ---- | ---- | ---- | ---- | ---- |
| Einwohner | 1126 | 1132 | 1089 | 1230 | 1418 | 1506 | 1915 | 2245 |

## Sehenswürdigkeiten

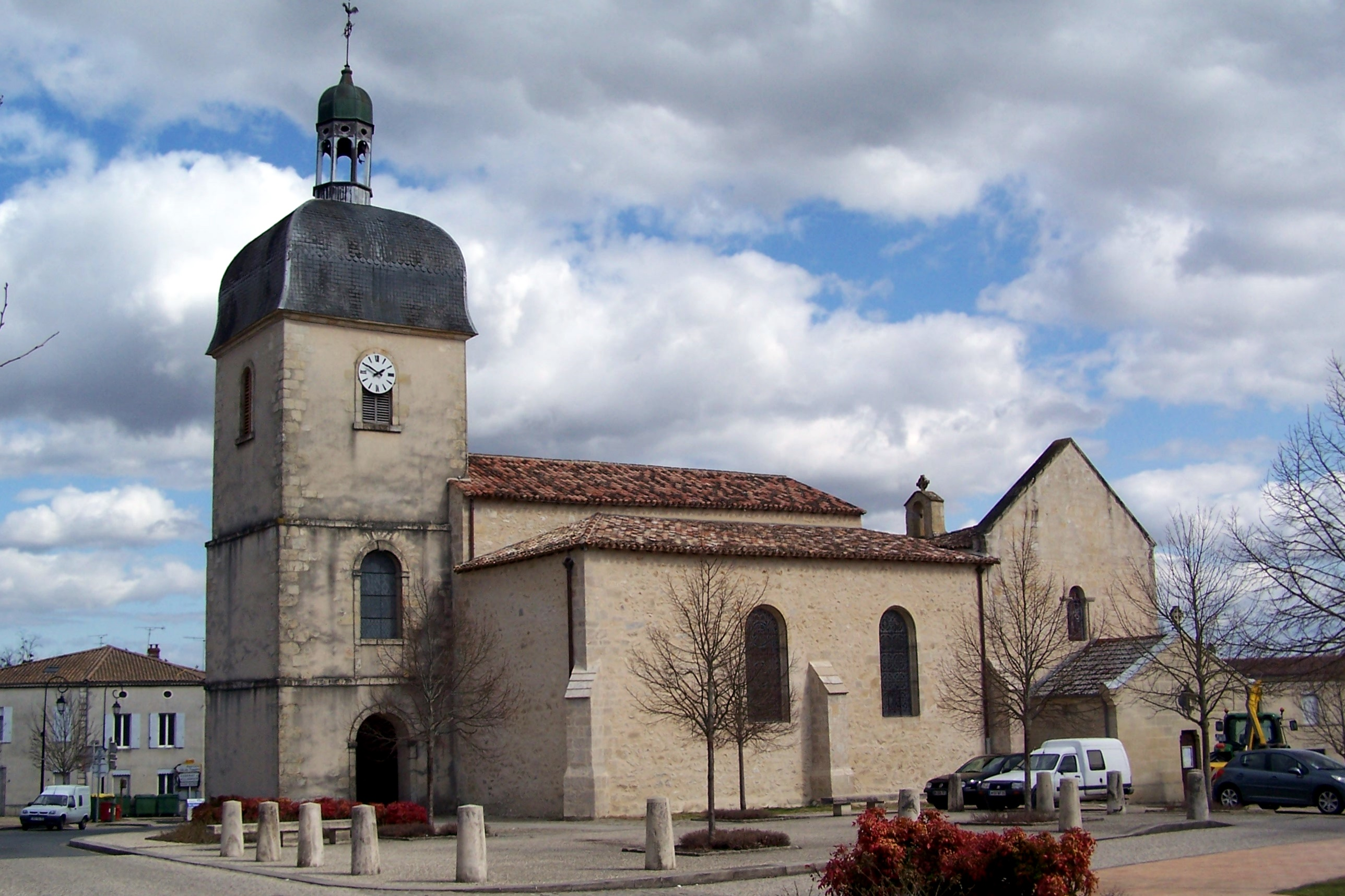
Kirche Saint-Martin

- Kirche Saint-Martin (Monument historique) mit Madonna mit Kind (Monument historique)

## Gemeindepartnerschaften
Landiras unterhält eine Gemeindepartnerschaft mit Dippach in Luxemburg.